# API Java
La API Java es una interfaz de programación de aplicaciones (API, por sus siglas del inglés: Application Programming Interface) provista por los creadores del lenguaje de programación Java, que da a los programadores los medios para desarrollar aplicaciones Java.
Como el lenguaje Java es un lenguaje orientado a objetos, la API de Java provee de un conjunto de clases utilitarias para efectuar toda clase de tareas necesarias dentro de un programa.
La API Java está organizada en paquetes lógicos, donde cada paquete contiene un conjunto de clases relacionadas semánticamente.[cita requerida]

## Interfaces API y sistemas
En la comunidad de desarrollo Java se suele identificar cada una de las diferentes bibliotecas existentes como interfaces API de Java. Cuando se construye un sistema informático este suele emplear diversas API.[cita requerida]

## Interfaces API existentes
Existen numerosas API de Java para realizar todo tipo de operaciones, algunas de las más conocidas son:
- JAXP: para procesar XML.
- Servlets: para facilitar la implementación de soluciones web.
- Hibernate: para facilitar la implementación de persistencia.[cita requerida]